# Donáthné Tábori Lili
Donáthné Tábori Lili (Budapest, 1897. április 24. – Bukarest, 1967. november 29.) magyar újságíró, rádióriporter. Donáth András anyja.

## Életútja
Irodalmi környezetben nőtt fel, apja Tábori Róbert író, nevelőanyja Tutsek Anna ifjúsági írónő. Édesanyja, Engel Jenni (Eugénia) 1900. január 23-án hunyt el 38 évesen tüdőgümőkórban. Tanítóképzőt végzett, vidéken tanított, 1919-ben a tanácsköztársaság közoktatásügyi népbiztosságán dolgozott. 1919-ben házasságot kötött Donáth Gyula mérnökkel, Donáth Simon és Kauffmann Emma fiával.
1921-ben költözött Temesvárra, ahol bekapcsolódott a munkásmozgalomba; otthona a baloldali értelmiség "irodalmi szalon"-ja volt. 1931-től Bukarestben élt. Politikai versei az illegális kommunista sajtóban jelentek meg. 1944 után az MNSZ bukaresti tagozatának művelődési akcióiban vett részt, a rádió magyar riportere, majd a Falvak Dolgozó Népe levelezési rovatát vezette. A Petőfi Sándor Művelődési Ház színjátszói bemutatták Elég volt és Fontos kérdések c. alkalmi színdarabjait.